# Capparis fascicularis
Capparis fascicularis är en kaprisväxtart som beskrevs av Dc. Capparis fascicularis ingår i släktet Capparis och familjen kaprisväxter.

## Underarter
Arten delas in i följande underarter:
- C. f. elaeagnoides
- C. f. scheffleri
- C. f. zeyheri

## Bildgalleri

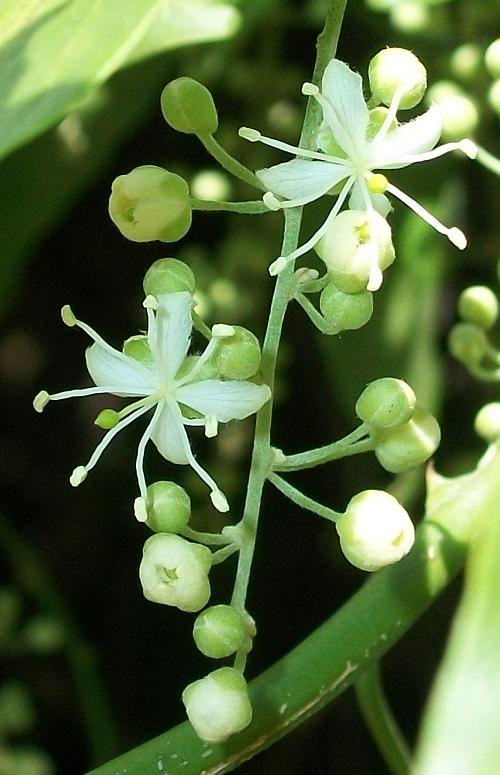
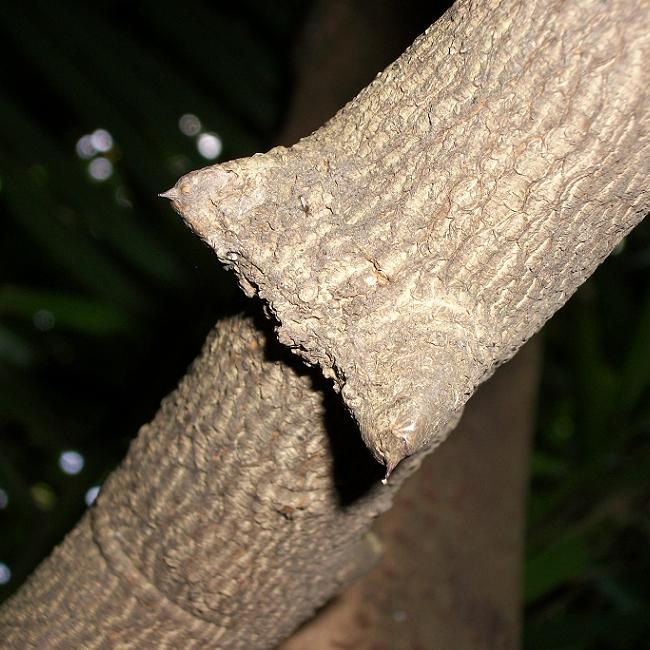
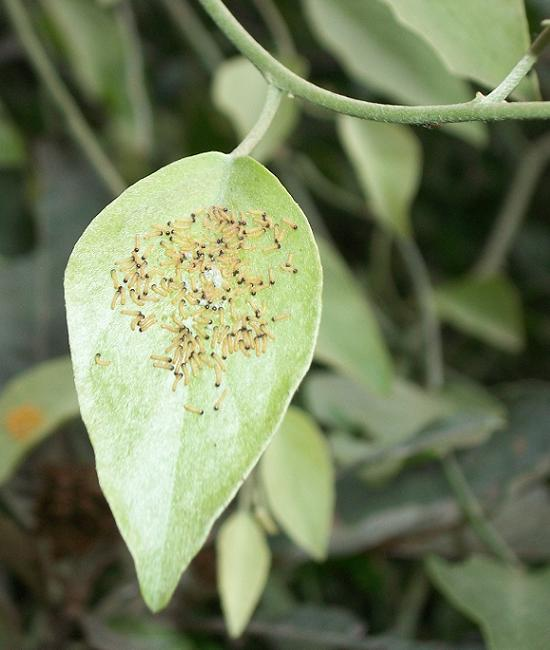
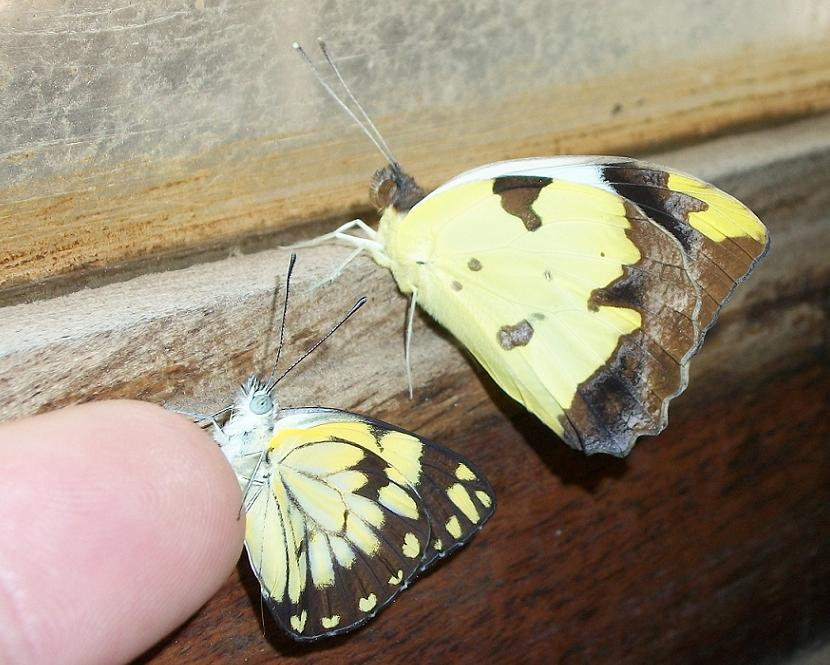
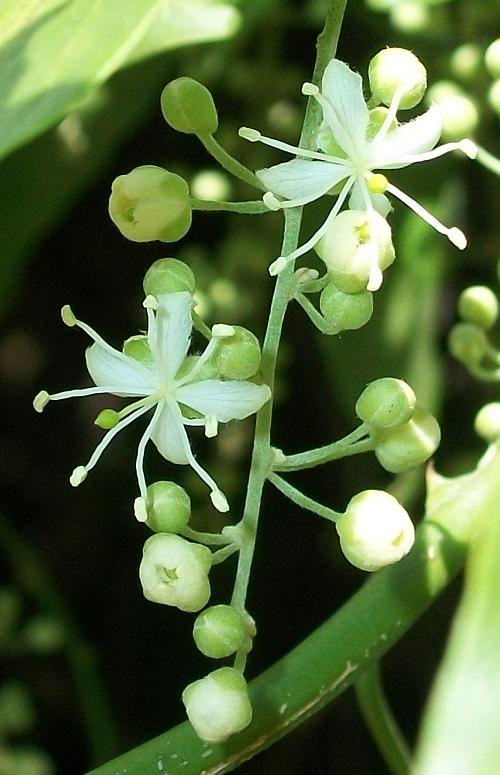